# Josef Svatopluk Machar
Josef Svatopluk Machar (29. února 1864 Kolín – 17. března 1942 Praha, pseudonymy Antonín Rousek a Leo Leonhardi) byl český úředník, básník, prozaik, satirik, publicista a politik, spoluautor Manifestu České moderny a představitel kritického realismu.

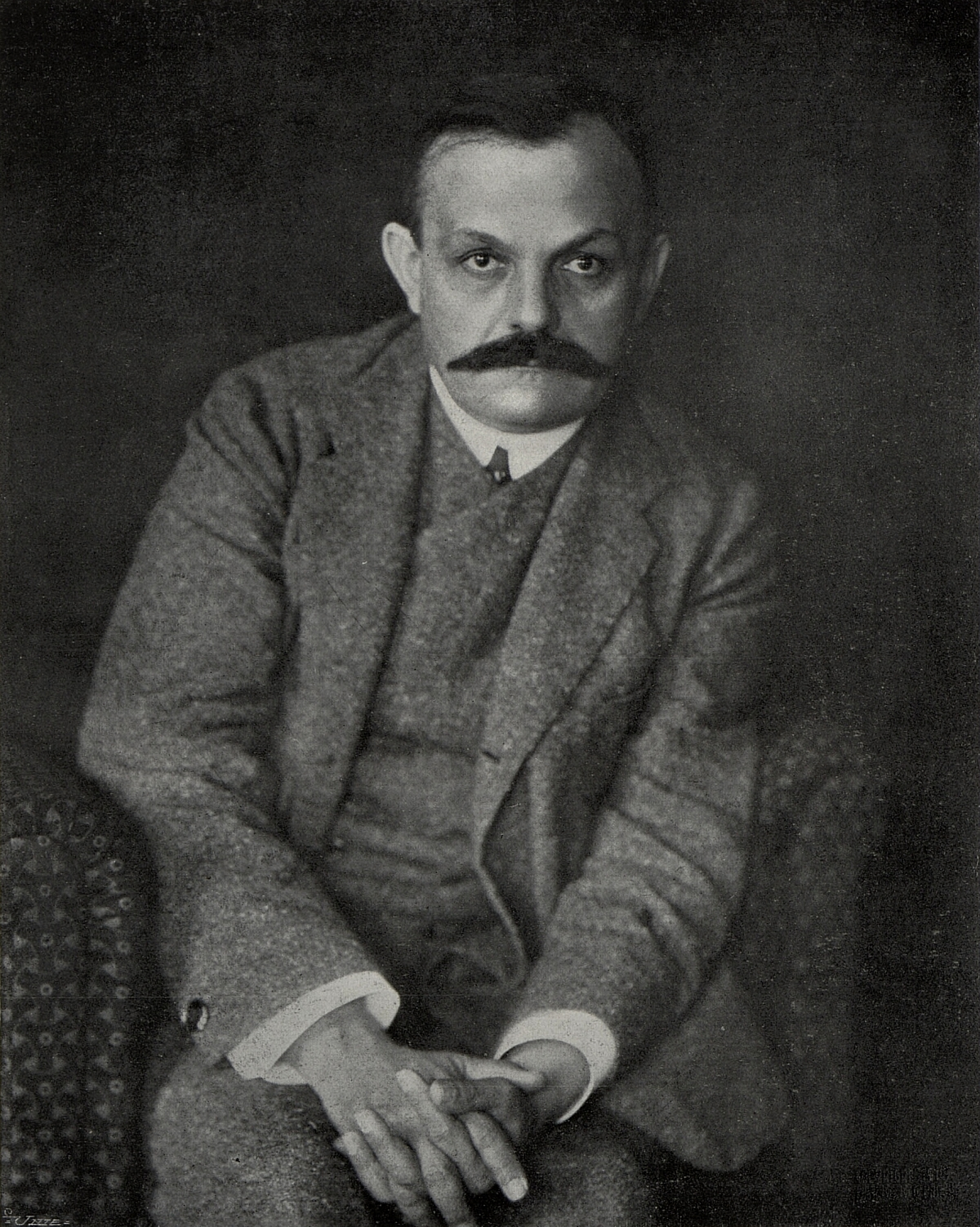
Josef Svatopluk Machar (1914)

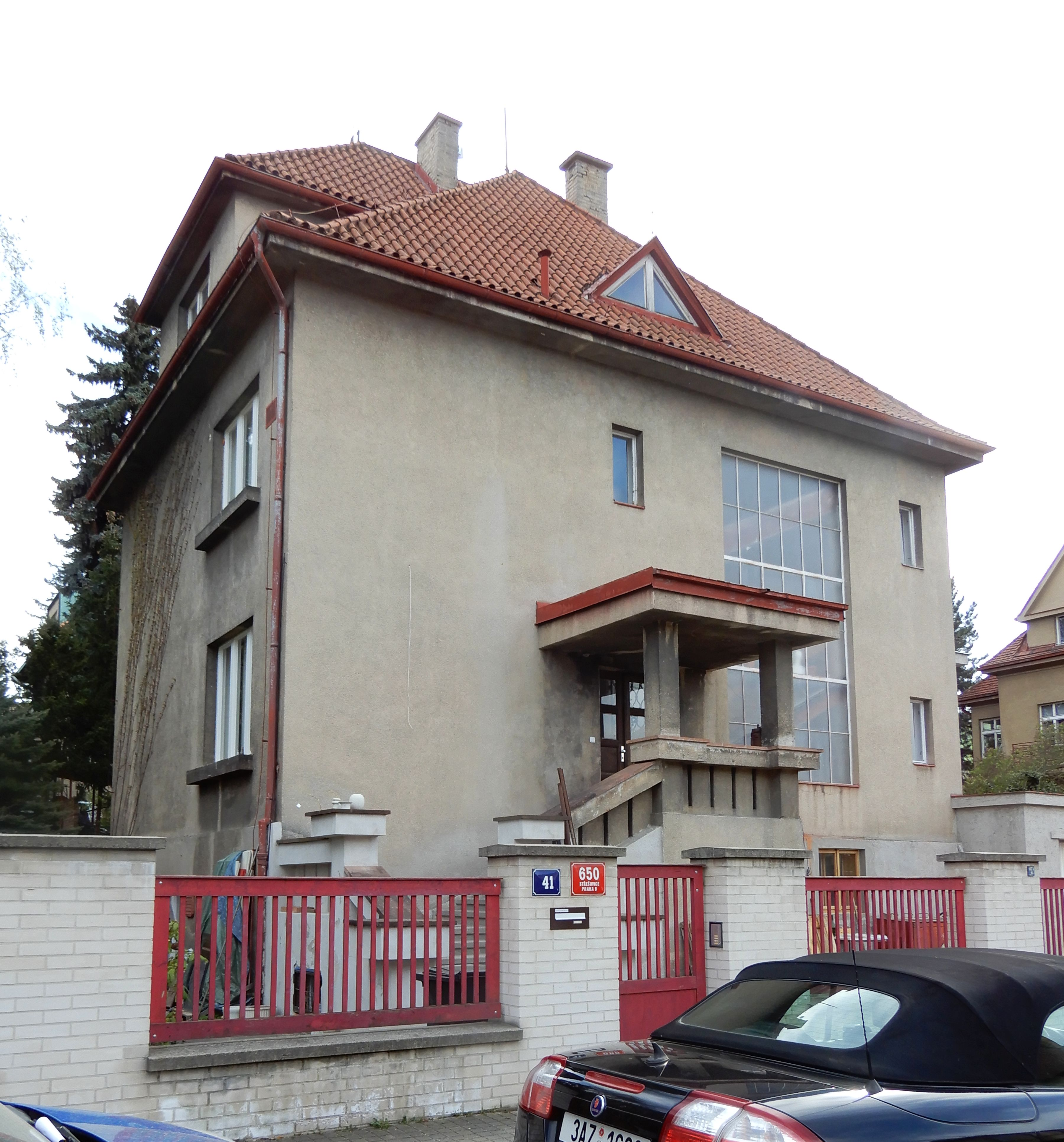
Macharova vila v Praze 6 – Střešovicích, Cukrovarnická čp.650/41

## Život
Narodil se v rodině krupaře Antonína Machara (1834–1881) a Anny Formánkové-Machové (1841). Měl šest sourozenců: Antonína (1866), Jana (1868), Václava (1869), Marii (1872–1872), Karla (1875) a Annu (1879–1879).  Mládí strávil v Brandýse nad Labem. Vystudoval gymnázium v Praze. Poté absolvoval roční vojenskou službu.
Roku 1889 se oženil s Hedvikou Marešovou (1864). Manželé se roku 1891 odstěhovali do Vídně, kde Machar získal zaměstnání jako bankovní úředník. Zůstali tam až do konce první světové války.
Ve Vídni se jim narodily dvě dcery Sylva, provdaná Nováčková (1893–1968) a Jiřina Marešová (1895). 
V této době také vznikla nejpodstatnější část Macharova básnického i publicistického díla. Sblížil se s T. G. Masarykem a stal se významným členem Realistické strany. Již před 1. světovou válkou vystupoval jako nepřítel prázdného vlastenectví. Za války pak spolupracoval s protirakouským odbojem.
Roku 1910 Machar vystoupil z církve katolické. Patřil mezi svobodné zednáře, roku 1918 byl zvolen Velmistrem Veliké lóže národní československé.
Po roce 1918 se Machar na přání Masaryka vrátil do Československa a přijal úřad generálního inspektora československé armády. Dne 3. srpna 1924 přistál jako generální inspektor s vojenským dvouplošníkem na letišti v Kroměříži, aby provedl slavnostní přehlídku vojska, příslušníků československých legií a Sokola. 
Koncem roku se Machar funkce vzdal, protože se již v té době projevovaly jeho osobní rozpory s Masarykem. Později byly jeho postoje polemicky zaměřeny proti tzv. „politice Hradu“. Stal se stoupencem nacionalistické pravice. V letech 1918–1919 zasedal v Revolučním národním shromáždění za Českou státoprávní demokracii.
Od roku 1929 Machar bydlel v Praze XVIII. - Střešovicích ve vlastní vile čp. 650 v Cukrovarnické ulici č. 41. Po jeho smrti vilu zdědila jeho dcera.  Machar zde měl partnerku, Židovku Idu Ebert-Janowitzovou (1884–1943), která odjela s transportem do Terezína, kde zemřela již krátce po Macharově smrti, 22. ledna 1943..

## Památka
V roce 1998 byla urna s jeho popelem převezena do Brandýsa nad Labem, kde je uložena v 1. patře místního gymnázia, pod kamennou pamětní deskou. Gymnázium se na jeho počest přejmenovalo na Gymnázium Josefa Svatopluka Machara. Urna je schovaná za pamětní deskou v 1. patře brandýského gymnázia, mezi sekretariátem a ředitelnou. Nachází se tam dutá deska, za kterou je urna schovaná.
Macharova ulice je v Bakově nad Jizerou, Bratislavě, v Českých Budějovicích, ve Dvoře Králové nad Labem, v Hořicích, Kolíně, Lázních Bělohrad, Litoměřicích, Mělníku, Olomouci, Ostravě, Přerově, Úpici ve Velkých Popovicích a Žamberku. Macharovo náměstí je v pražských Střešovicích, do r. 1968 neslo název náměstí Na Ořechovce. Vila, kde bydlel, je jen kousek odsud.

## Dílo
Josef Svatopluk Machar ve svém díle podává otevřenou kritiku měšťácké společnosti. Kritizuje zejména lhostejnost, pokrytectví a prázdné vlastenectví. Nevyhýbá se ani odsudku klerikalismu, zejména úlohy katolické církve ve státě a společnosti. Ve své filosofii dějin zdůrazňuje epochu antiky, naopak křesťanství pokládá za zdroj postupného morálního úpadku a chybného pojetí života. Politicky se stavěl proti mladočeské straně.
Příznačný je jeho realistický, strohý, analytický a provokující pohled na skutečnost. Usiloval o demystifikaci vztahů mezi lidmi (zejména rituálů lásky a manželství), které se navenek jeví vznešeně, ale ve skutečnosti jsou zkaženy sobectvím a neporozuměním.
Kladl velký důraz na významovou stránku poezie. Psal subjektivní a politickou lyriku a také veršovanou epiku. Pro jeho tvorbu je charakteristická tendence k prozaizaci poezie. Nejbližší mu byla satira a ironická a sarkastická vyjádření. Navazoval tak na Karla Havlíčka Borovského a Jana Nerudu.
Výtvarná podoba Macharových spisů, jak byly vydávány v prvním desetiletí 20. století, je neodmyslitelně spjata s osobností Františka Kupky, který k nim vytvářel obálky ve stylu svého realisticko-symbolistního, počátečního období. Machar naopak věnoval Kupkovi programní báseň Karikatury, uvozující jednu z jeho nejvýznamnějších sbírek Golgatha z roku 1901.

### Poezie

#### Politická satira
- Boží bojovníci – husité proti táboritům – alegorie mladočechů a staročechů, kritika mladočechů, vydáváno v časopisech.[13]
- Satiricon (1904, rozšířené vydání 1912) – ostré epigramy, navazující na tradici K. H. Borovského

#### Historická epika
- Golgatha (1901) – obrazná podobenství o současnosti, využívající mj. námětů z dějin.[14]
- Antika a křesťanství (1919) – úvahy o antice a křesťanství; Machar byl v tehdejší době nejznámějším kritikem křesťanství, v knize polemizuje s katolickými autory, jako byl teolog František Reyl a další.
- Svědomím věků – devítidílný básnický cyklus, věnuje se historickému vývoji morálky:
  1. V záři hellenského slunce (1906) – období antiky
  2. Jed z Judey (1906) – počátky křesťanství. Dostupné online
  3. Barbaři (1911) – období středověku. Dostupné online
  4. Pohanské plameny (1911) – období renesance
  5. Apoštolové (1911) – období reformace. Dostupné online
  6. Roky za století I : Oni (1921) – Velká francouzská revoluce
  7. Roky za století II : On (1921) – období napoleonských výbojů a reforem [15]
  8. Krůčky dějin (1926) – současnost
  9. Kam to spěje? (1926) – budoucnost

#### Lyrika intimní
- Confiteor literáta

1. Confiteor I (1887) – latinsky „Vyznávám se“, společenská a politická lyrika, deziluzivní ztvárnění vlastního milostného příběhu, ústícího do banality, zklamání ze společnosti.[16]
2. Confiteor II (1889) [17]
3. Confiteor III (1892) [18]

- Čtyři knihy sonetů – souborné vydání (1903) – kritika maloměšťáctví, pokrytectví ve vztahu muže a ženy, falešné morálky, přetvářky (např. Sonet o dějinách sonetu). Dostupné jako e-kniha:

1. Letní sonety
2. Podzimní sonety
3. Zimní sonety
4. Jarní sonety

- Příležitostná lyrika

1. Péle-méle (1892)
2. Výlet na Krym (1900) – syntéza osobních zážitků z cesty a obecně platných úvah o smyslu života
3. Vteřiny (1905)
4. Krůpěje (1915)

- Lyrika politická

1. Tristium Vindobona (latinsky „Žalozpěvy z Vídně“), kniha inspirovaná Ovidiovými Tristiemi, vzniklými v době jeho vyhnanství. Tato sbírka je jedním z vrcholů Macharova díla. Obrací se v ní k problematice vlastenectví a národního života, proklamované ideály postavil do křiklavého rozporu s patosem ruchovské a lumírovské národně politické poezie i s patosem dobového, uměle pěstovaného vlasteneckého nadšení. Nebojácně poukázal na neutěšené postavení národa v Rakousko-Uhersku, na znehybnění českého politického a národního života a vady české národní povahy. Dostupné jako e-kniha
2. Tristium Praga – kritika politiky čs. vlády v novém státě (podle Machara trpící podobnými neduhy jako za Rakousko-Uherska)

#### Epika
- Zde by měly kvést růže (1891–1894) – veršované povídky (= dramata), téma postavení žen ve společnosti, epická poezie, příběhy žen a jejich neutěšené postavení ve společnosti, žena je bytost citová, ale pasivní, je odsouzena žít v nevyrovnaném manželství a postavení, společnost jí nedopřává rozvoj.
  1. motto: „být ženou, to už znamená trpěti“
  2. některé náměty
    - Teta – teta přijíždí do Prahy ke své neteři a velmi se těší, ovdověla a vychovala děti, chtěla by jít do divadla na hru o lásce; ukazuje se, jaký byl její smutný životní příběh, že lásku vlastně nikdy nepoznala.
    - Otrokyně otroka – žena musí zůstat doma, zatímco muž si může jít odpočinout do hospody.[19]
- veršovaný román Magdalena (1894)
  1. hlavní postava Lucie – ta se stará o otce, který se dá po smrti manželky na pití. Lucie si musí opatřovat peníze prostitucí. Potkává muže, který se do ní zamiluje. Odvede ji k tetě na maloměstě, ale když se zde prořekne o svém osudu, prostředí plné povrchnosti a přetvářky se pro ni stane nesnesitelným a musí se vrátit do nevěstince.
  2. obžaloba společnosti, která je schopna člověka neprávem zavrhnout.[20]
- Životem zrazeni (1915) – veršované povídky v obdobném stylu jako Zde by měly kvést růže, ovšem s širším tematickým záběrem.[21]

### Próza
- Konfese literáta (1901) – osobní vzpomínky, mj. komentující pozadí vzniku autorových prvních sbírek Confiteor I–III – některé části dostupné jako četba na mujrozhlas
- Stará prosa (1903) – povídkové variace témat zpracovaných ve sbírkách Confiteor I–III [22]
- Hrst beletrie (1905)
- Řím (1907) – reflexe cesty do Itálie, okouzlení antikou; kulturně-filosofická úvaha o trojím Římě, antickém, papežském a moderním [23][24]
- Nemocnice (1914) – dostupné online
- Kriminál (1918) – reportážní kniha čerpající z Macharovy zkušenosti z krátkého pobytu ve vězení roku 1916 kvůli čtyřem básním ze sbírky Krůpěje[25][26]
- Pod sluncem italským (1918) – dostupné online
- Vídeňské profily (1919)

### Politické knihy, polemiky a vzpomínky
- Knihy feuilletonů – první (1901) – věnováno T. G. Masarykovi
- Knihy feuilletonů – druhá (1902)
- Českým životem : procházky a pozorování (1920)
- Pět roků v kasárnách (1927)
- Oni a já (1927)[27]
- Zapomínaní a zapomenutí (1929)
- Při sklence vína (1929)[28]
- Třicet roků (1922, 1929)[29]

Machar je rovněž spoluautorem manifestu Česká moderna (1895).

### Korespondence
- In: KOKEŠOVÁ, Helena; KOTYK, Pavel; KRAITLOVÁ, Irena. Korespondence T. G. Masaryk – Josef Svatopluk Machar. Svazek I. (1893–1895). Praha: Masarykův ústav AV ČR, 2017. ISBN 978-80-87782-68-2.